# سیارک ۱۱۹۰

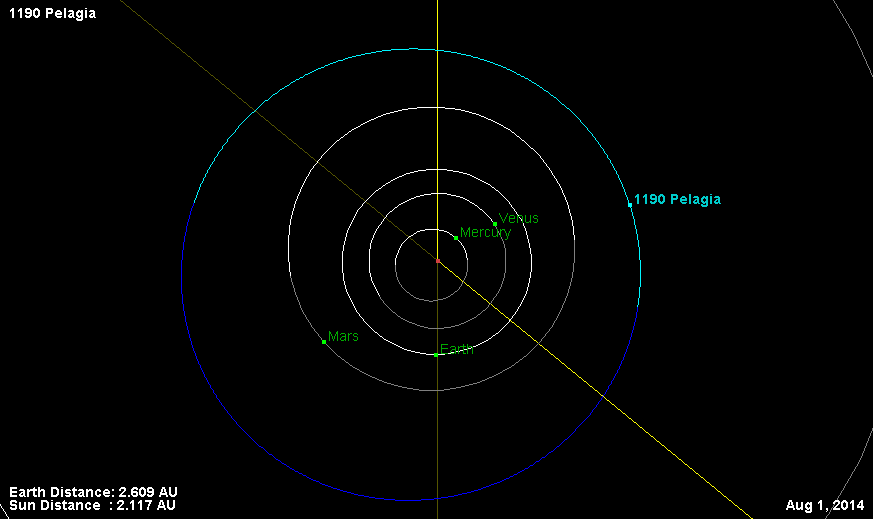
مدار سیارک ۱۱۹۰ و موقعیت آن در ۱ اوت ۲۰۱۴ (برنامه ناسا Orbit Viewer)

سیارک ۱۱۹۰ (به انگلیسی: 1190 Pelagia، نامگذاری:1930SL) هزار و صد و نودمین سیارک کشف شده‌است که در ۲۰ سپتامبر ۱۹۳۰ و در رصدخانه سایمیز کشف شد.
قدر مطلق سیارک برابر ۱۲٫۴۰ است.